# توماس دارسي
توماس دارسي هو كاتب أغاني كندي، ولد في 1979 في غيرنزي.

## وصلات خارجية
- توماس دارسي على موقع ميوزك برينز (الإنجليزية)
- توماس دارسي على موقع ديسكوغز (الإنجليزية)